# Andrei Magieru
Andrei (cu numele laic de Aurelian Magieru, n. 27 iunie 1891, Brazii, Arad, România – d. 13 mai 1960, Arad, România) a fost un episcop ortodox român al Aradului. A avut un rol important în salvarea unui număr important de evrei arădeni în perioada persecuțiilor naziste din 1941 - 1944.

## Biografia
Andrei Magieru s-a născut în localitatea Saturău (astăzi Brazi), județul Arad, la 27 iunie 1891, tatăl său fiind preot. Va studia în gimnaziile de la Arad și Beiuș, după care va urma cursurile Facultății de Teologie Ortodoxă din Cernăuți (1909 - 1913). Este numit doctor în Teologie în 1916 și urmează cursurile Facultății de Litere a Universității din Budapesta, pe care însă nu le va termina.

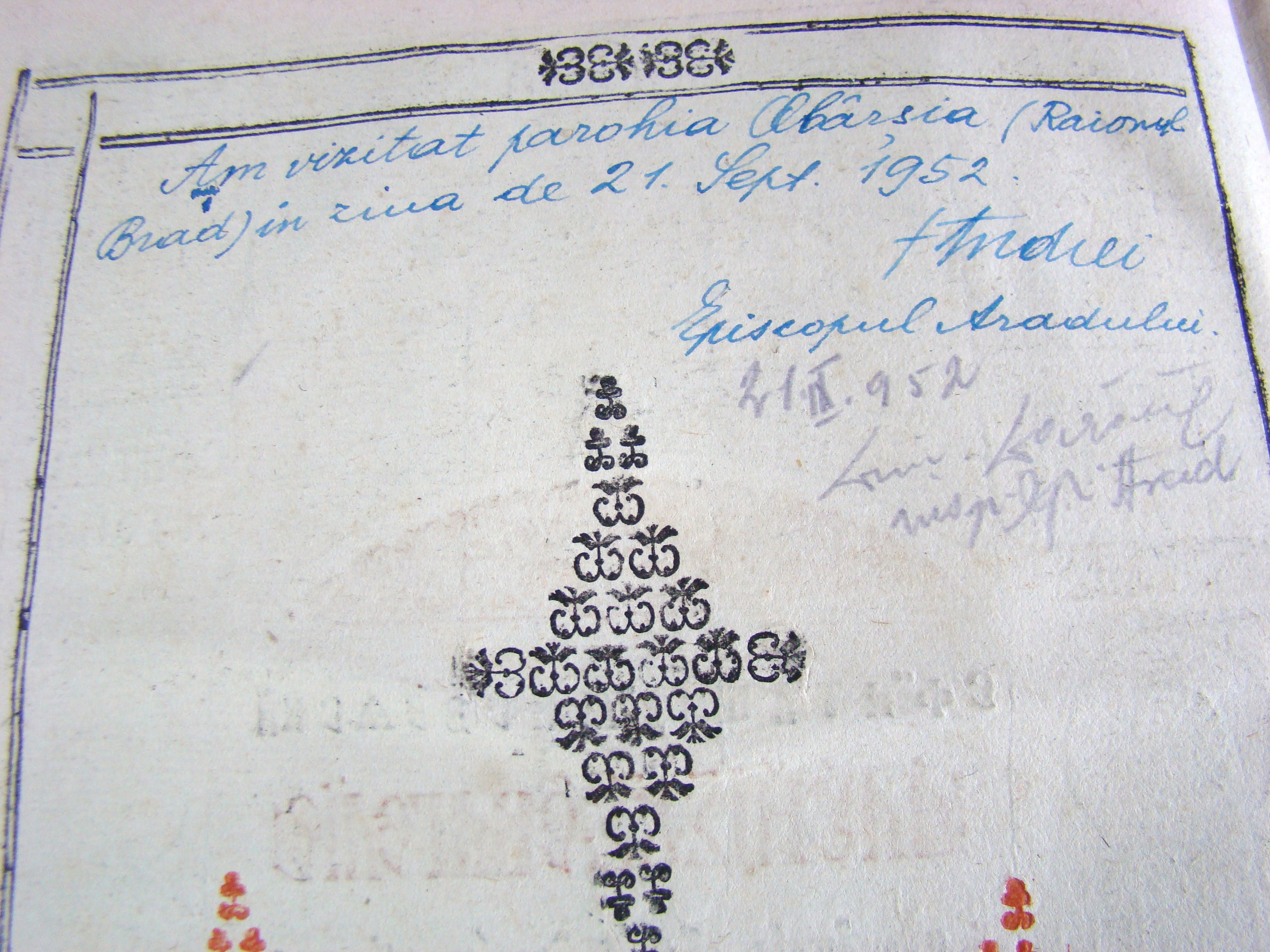
Semnătura olografă a episcopului Andrei Magieru pe fila unei cărți aparținând bisericii-monument din Obârșa, Hunedoara

### Activitatea la Oradea
Devine rector al Internatului diecezan din Beiuș (1914 - 1917) și secretar al Consistoriului ortodox român din Oradea (1917 - 1921). Va participa activ la evenimentele din 1918 - 1919, legate de Unirea Transilvaniei cu România, după care va fi numit delegat al românilor bihoreni pe lângă misiunea militară străină din Oradea și consilier al nou-înființatei Episcopii a Oradiei (1921 - 1926).
Este hirotonit diacon celibatar în 1918, iar în 1922 devine preot. Este tuns în monahism la mănăstirea Sinaia, în 1924 și primește numele de călugărie Andrei. În 1925 devine arhimandrit.
Activează ca redactor al publicației eparhiale „Legea Românească” (1921 - 1923) și profesor de Noul Testament la Academia Teologică din Oradea (1924 - 1936).
4 iulie 1926 in cadre de osebită solemnitate s'a să vârșit actul sfințirii întru arhiereu-vicar cu titlul „Crișanul”, de către P. Sf. Sa. episcopul Roman, ca mandatar al I. P. Sf. Mitropolit Nicolae Bălan, asistat de Nicolae Ivan al Clujului și Grigorie Comșa al Aradului.

### Episcop al Aradului
La 10 decembrie 1935, Marele colegiu electoral întrunit la București, a ales în scaunul de Episcop al Aradului, cu o majoritatea covârșitoare de 129 voturi din 153, pe P. S. Arhiereu-vicar Andrei dela Oradea. Va fi instalat în funcție la 2 februarie 1936, păstorind această eparhie până la moarte.
Ca episcop al Aradului, va îndruma viața bisericească din eparhie, activitatea Academiei Teologice și cea editorială. 
În 1936, face parte din delegația condusă de patriarhul Miron Cristea în Marea Britanie, iar în 1951, din delegația patriarhală ce a vizitat Patriarhia Rusă.

### Motivul decesului
Andrei Magieru se stinge din viață la 13 mai 1960, fiind înmormântat în cripta episcopală de la Mănăstirea Hodoș-Bodrog. 
Referitor la motivul morții episcopului arădean, au apărut o serie de mărturii, dintre care cea mai importantă este cea oferită de preotul Nicolae Grebenea și confirmată de istoricul Cicerone Ionițoiu, care susține că episcopul Andrei Magieru ar fi fost otrăvit din ordinul regimului comunist.

## Distincții
- Ordinul Meritul Cultural, în gradul de Cavaler clasa I, pentru biserică (1 februarie 1943)[5]
- Ordinul „Steaua Republicii Populare Romîne” clasa a III-a (30 decembrie 1957) „cu ocazia celei de a zecea aniversări a proclamării Republicii Populare Romîne și pentru merite deosebite în îndeplinirea sarcinilor date de Partidul Muncitoresc Romîn, pentru merite deosebite pe tărîmul construcției de stat, economice, sociale, culturale și obștești”[6]